# Rai (Amme)
Rai, auch Dame Rai (engl. Lady Rai), war die Amme (altägyptisch: Mnˁt = Menat) der altägyptischen Königstochter Ahmose Nefertari, der späteren Großen königlichen Gemahlin von Pharao Ahmose I., dem Begründer der 18. Dynastie.

## Fundsituation
Ihre Mumie wurde in dem „Mumienversteck“, der Cachette von Deir el-Bahari (DB320) in der Nekropole von Deir el-Bahari zusammen mit über 40 weiteren Mumien gefunden. Das Grab wurde 1881 von der Altertümerverwaltung, dem heutigen Supreme Council of Antiquities, vollständig geräumt, nachdem es zuvor 10 Jahre lang der Familie Abd el-Rassul als „Einkommensquelle“ gedient hatte. Rais Mumie fand sich in dem für sie umgearbeiteten Sarg (Inventar-Nr. CG 61022) eines Nekropolenarbeiters namens Paheripedjet. Identifiziert wurde sie anhand der Inschriften auf den Mumienbändern. Ihr eigener Sarg (Inventar-Nr. CG 61004) war für die Mumie der Ahmose Inhapi, einer Nebengemahlin Seqenenres, verwendet worden.

## Untersuchungen der Mumie
Die Mumie Rais wurde 1909 von Grafton Elliot Smith untersucht, der feststellte, dass die Mumie „das vollkommenste Beispiel einer Einbalsamierung [sei], das uns aus der Zeit der frühen 18. Dynastie oder vielleicht sogar aus jeder anderen Epoche überliefert ist“. Aufgrund des guten und unbeschädigten Erhaltungszustandes nahm Smith keine weitere anatomische Untersuchung vor und konnte somit auch das Alter nicht bestimmen. Ihm zufolge handelte es sich aber um eine junge Frau, deren Zähne nur geringe Abnutzungserscheinungen aufweisen. Rai war etwa 1,51 m groß und von schlanker Statur. Spätere Untersuchungen schätzten Rais Alter auf 30 bis 40 Jahre und ergaben, dass sie unter Arteriosklerose gelitten hatte, wie es auch bei anderen Mumien nachgewiesen werden konnte.
Rais Mumie befindet sich heute im Ägyptischen Museum in Kairo.